# Jezioro Słone (powiat starogardzki)
Jezioro Słone – jezioro przepływowe położone na obszarze leśnym Borów Tucholskich (powiat starogardzki, województwo pomorskie, gmina Osiek). Wschodni brzeg jeziora jest objęty ochroną rezerwatu Czapli Wierch. Poprzez strugi akwen jeziora jest połączony z jeziorem Kałębie i systemem wodnym rzeki Wdy.
Powierzchnia zwierciadła wody według różnych źródeł wynosi od 107,5 ha do 119,5 ha. 
Zwierciadło wody położone jest na wysokości 87,0 m n.p.m. lub 87,2 m n.p.m. Średnia głębokość jeziora wynosi 2,7 m, natomiast głębokość maksymalna 5,4 m lub 6,5 m.